# Agrostis quitensis
Agrostis quitensis é uma espécie de gramínea do gênero Agrostis, pertencente à família Poaceae.